# Showtime (Buffy the Vampire Slayer)
Showtime (Comienza el espectáculo en América Latina y Empieza el espectáculo en España) es el decimoprimer episodio de la séptima temporada de la serie de televisión estadounidense Buffy, la cazavampiros.

## Argumento
Una joven mujer baja de un autobús y de pronto es atacada por los Portadores. Buffy (Sarah Michelle Gellar) llega a tiempo y logra rescatarla. Así, la Cazadora le da la bienvenida a Rona (Indigo) a Sunnydale. En la casa de las Summers, Willow (Alyson Hannigan) está durmiendo en el suelo de su cuarto mientras Kennedy (Iyari Limon) le invita a dormir con ella en la cama, pero Willow se niega. La Potencial le habla de su vida de lujos de cuando era joven.
En el primer piso, las demás Potenciales están preocupadas por la muerte de Anabelle. Cuando llega Buffy con Rona, hablan de la misión principal que es destruir al Turok-han y salvar a Spike de El Primero. Giles (Anthony Stewart Head) y Anya (Emma Caufield) sugieren ir ellos dos a preguntarle a un místico oráculo, el Ojo de Beljoxa.
Giles y Anya van a ver al oráculo. Willow recibe una llamada de un miembro de un coven en Inglaterra. Andrew (Tom Lenk) es liberado de sus ataduras, siendo amenazado para que no escape. Willow le informa a Buffy de la llegada de una nueva Potencial al pueblo. Buffy y Xander van por ella antes que la encuentren los Portadores. Las Potenciales se reúnen en el sótano de la casa para entrenar y una de ellas, Eve (Amanda Fuller), habla de las pocas posibilidades que tienen ellas frente a todo lo que se avecina.
Buffy y Xander llegan al motel donde se hospedaba la Potencial y encuentran que está muerta desde hace varios días. Cuando la examinan mejor, se dan cuenta de que es Eve. De regreso a la casa, enfrentan a "Eve" y El Primero se revela, agradeciéndoles la información obtenida esos días en la casa, y luego se desvanece en el aire. En otra dimensión, el Ojo de Beljoxa le dice a Giles y a Anya que El Primero no puede ser destruido y que ahora les está atacando debido a una interrupción en la línea de las Cazadoras, que fue causada cuando resucitaron a Buffy.
Las Potenciales están cada vez más aterrorizadas. Buffy, Willow y Xander intercambian miradas. En la cueva, El Primero, con la forma de Eve, envía al Turok-han y le dice que las mate a todas excepto a "ella". Un grupo de Portadores se reúnen en frente de la casa de las Summers pero se mantienen al margen. Buffy reparte armas a las Potenciales y le pide a Willow que haga magia para proteger la casa. Kennedy se interesa en Willow y la ve practicando.
El Turok-Han llega a la casa y Willow crea una barrera para que no pueda alcanzarlos en la sala, pero el mega vampiro es muy fuerte y Buffy les dice a todos que corran. Todos escapan y pelean con los Portadores que están afuera. El Turok-han por fin rompe la barrera y va tras Buffy y el grupo. Ya en la calle, Buffy se queda luchando con el Turok-han mientras el resto se aleja. Xander los lleva a un sitio de construcción, donde las Potenciales se sienten desprotegidas y acorraladas. El Turok-han aparece y las Potenciales se preparan para luchar contra él, pero Buffy aparece y les dice a las chicas que les enseñará cómo luchar. Una feroz pelea comienza entre los dos contendientes y unas escenas en retrospectivas nos muestran que Buffy, Willow y Xander organizaron ese "espectáculo" con el fin de derrotar al Turok-han y al mismo tiempo incrementar la confianza en las Potenciales.
Las Potenciales comienzan a preocuparse por Buffy, pero Willow les dice que esperen. Al poco tiempo, Buffy toma un alambre de púas y se lo aferra al cuello del vampiro, decapitándolo y volviéndolo una nube de polvo. Derrotado el Turok-han, las Potenciales regresan a casa. De vuelta a la cueva, Spike ve la figura de El Primero como si fuera Buffy, pero ésta le corta las ataduras y el vampiro se da cuenta de que es la verdadera Buffy, quien lo ayuda a salir de la cueva.

## Reparto
- Sarah Michelle Gellar como Buffy Summers.
- Nicholas Brendon como Xander Harris.
- Alyson Hannigan como Willow Rosenberg.
- Emma Caulfield como Anya Jenkins.
- Michelle Trachtenberg como Dawn Summers.
- James Marsters como Spike.

### Recurrentes
- Anthony Stewart Head como Rupert Giles.

### Estrellas Invitadas
- Tom Lenk como Andrew Wells.
- Iyari Limon como Kennedy.
- Clara Bryant como Molly.
- Indigo como Rona.
- Amanda Fuller como El Primero/Eve.
- Camden Toy como Ubervamp.
- Lalaine como Chloe.
- Felicia Day como Vi.

## Detalles de la producción